# George Puchta
George Puchta, född 8 april 1860 i Cincinnati, Ohio, död 18 april 1937 i Manila, Filippinerna, var en amerikansk republikansk politiker. Han var Cincinnatis borgmästare 1916–1917.
Puchta efterträdde Frederick S. Spiegel som borgmästare i Cincinnati vid årsskiftet 1915/1916. Efter två år som borgmästare efterträddes han av John Galvin.
Puchta avled 1937 i Manila och gravsattes på Spring Grove Cemetery i Cincinnati.